# Pavel Padrnos
Pavel Padrnos (nascido em 17 de dezembro de 1970) é um ciclista profissional olímpico tchecoslovaco. Padrnos representou a Tchecoslováquia em dois eventos nos Jogos Olímpicos de Verão de 1992 – e representou a República Tcheca na edição de 2000.
Seu maior sucesso individual é a vitória na Corrida da Paz (Course de la Paix) em 1995.[carece de fontes?]